# قيدان (كحلان عفار)

تعديل مصدري - تعديل

قيدان هي إحدى قرى عزلة قيدان بمديرية كحلان عفار التابعة لمحافظة حجة، بلغ تعداد سكانها 549 نسمة حسب تعداد اليمن لعام 2004.